# V Legislatura de la Asamblea Nacional de Venezuela
La V Legislatura de la Asamblea Nacional de Venezuela inició el 5 de enero de 2021, tras los resultados de las elecciones del 6 de diciembre de 2020. La misma finalizará el 5 de enero de 2026.

## Antecedentes
Los diputados que conformarán la legislatura de mayoría oficialista resultaron electos en las elecciones parlamentarias del 6 de diciembre de 2020, en la que sectores mayoritarios de la oposición venezolana ni participaron, ni presentaron candidatos, alegando falta de condiciones para un proceso limpio y democrático. Los partidos opositores que conformaron el bloque opositor acordaron unánimemente no participar en las elecciones parlamentarias, citando denuncias de irregularidades en la planificación de los comicios y sostuvieron que probablemente serían fraudulentos. 27 partidos firmaron el acuerdo, incluyendo a los partidos principales Acción Democrática, Primero Justicia, Un Nuevo Tiempo y Voluntad Popular. Sin embargo en el caso de partidos como Acción Democrática, Copei, Voluntad Popular, Patria para Todos y Tupamaro participaron bajo directivas Ad Hoc, impuestas judicialmente meses antes por el Tribunal Supremo de Justicia, encabezadas por militantes que habían sido expulsados por acusaciones de corrupción para simular una falsa democracia a nivel internacional. Estas acciones fueron rechazas y desconocidas por sus antiguos máximos representantes.
En la quinta legislatura, el Gran Polo Patriótico Simón Bolívar tiene la mayoría absoluta (más del 98%), luego de haberla perdido en los comicios de 2015, con una participación del 71 % de votantes, en comparación de solo 30% de participación registrada en las elecciones de diciembre de 2020. En 2015 la Mesa de la Unidad Democrática se hizo con el control de dos tercios del parlamento venezolano alcanzando 112 escaños de un total de 167.

## Historia
Luego que el 5 de junio de 2020 el TSJ declara la omisión inconstitucional de la Asamblea Nacional, se prepara para designar los rectores del Consejo Nacional Electoral violando el artículo 8 de la Ley Orgánica del Poder Electoral.
El 12 de junio de una manera forzada el Tribunal Supremo de Justicia, elige la nueva directiva en el Consejo Nacional Electoral sin ningún tipo de selección omitiendo los pasos que la constitución le atribuye a la Asamblea Nacional. Fue asignada a Indira Maira Alfonzo Izaguirre como rectora principal y presidenta del CNE, Rafael Simón Jiménez Melean, como rector principal y vicepresidente del CNE; Tania D’Amelio Cardiet, como rectora principal; Gladys María Gutiérrez Alvarado, como rectora principal y José Luis Gutiérrez Parra, como rector principal. El nuevo Consejo Nacional Electoral (CNE) acordó el martes 30 de junio aumentar a 277 el número de diputados elegibles para la Asamblea Nacional y anunció que los venideros comicios parlamentarios se realizarían en diciembre de 2020.
Después de unas controversiales elecciones el 6 de diciembre de 2020 de la nueva Asamblea Nacional 2020, el día 7 de enero Venezuela se debate en una polarización política. 24 países han hecho llegar su respaldo tanto a la nueva Asamblea Nacional elegida el 2020, mientras que la Asamblea del 2015 mantiene la mayoría de países como el respaldo de la Unión Europea, Estados Unidos y países del Grupo de Lima. El 19 de enero de 2021 el Secretario de Estado norteamericano Antony Blinken nombrado por Joe Biden informó que seguiría reconociendo a Juan Guaidó como presidente interino y apoyando a la Asamblea Nacional de 2015 como la única institución democrática legítima-
En junio de 2021 la AN aprobó 10 artículos de la ley Orgánica de Ciudades Comunales que comprende un total de 44 artículos, donde están constituidas por los diferentes sistemas de agregación comunal: consejos comunales, comunas, ciudades comunales, federaciones comunales, confederaciones comunales y otros. Un grupo de constitucionalistas que están en desacuerdo en la posible eliminación de municipios y estados de aprobarse la Ley de Ciudades Comunales, se reúnen para tratar el tema.
En noviembre de 2021 la Asamblea Nacional aprueba ley de endeudamiento complementario al máximo aproximado a US 1.360 millones de dólares (faltando dos mese para que termine el año), el país se ha seguido endeudado poniendo en riesgo cada vez más sus activos sin llegar a ningún tipo de acuerdo con sus proveedores, Citgo está protegido hasta enero de 2022 Las leyes previas de endeudamiento y presupuesto emitidas por la Asamblea constituyente durante el año 2020 nunca fueron divulgadas más allá de figurar en el sumario de la Gaceta Oficial n.º 41.997. El 6 de diciembre presentan con retraso el Proyecto del presupuesto de la nación de 2022 la vicepresidenta Delcy Rodríguez por Bs. 62.379.454.806 (unos US $ 13.560 millones) ante la Asamblea nacional El economista José Guerra apuntó que el presupuesto es un completo misterio, que no detalla las partidas ni la estrategia de financiamiento, ni las fuentes de financiamiento. Ronald Balza decano de economía lleva una campaña a favor de que el gobierno presente la data presupuestaria de manera completa y oportuna.
El 14 de octubre de 2022 El gobierno entregó al poder legislativo el Proyecto del presupuesto de la nación de 2023, en esta oportunidad en completo hermetismo en cifras, también presentaron el presupuesto de endeudamiento por un monto de 18.146.281.389 bolívares para más de 1093 proyectos del Plan Operativo Anual, 313 proyectos centrales, y otros 33 adicionales Es el segundo año que el presupuesto nacional no es presentado como lo manda la Constitución de Venezuela. el 14 de diciembre la asamblea aprueba el presupuesto para el ejercicio fiscal 2023 de Bs. 170.703.832.051 de bolívares (unos 11,565 millones de dólares al T.C. oficial de hoy de 14.76/dólar un valor menor al presentado en 2021) de la cual el 77,1% del Presupuesto Nacional 2023 estará dirigido a la inversión social. El economista Leonardo Vera alertó que se desconocían oficialmente al igual que el 2021 no hizo público el monto del presupuesto y sus principales premisas como tipo de cambio, inflación, precios del petróleo y previsiones para el PIB. Delcy destacó que la tasa de crecimiento de Venezuela es está ponderada como una de las mejores del mundo pero no informó sobre la inflación acumulada.
El 9 de enero de 2023 el Departamento del Tesoro de Estados Unidos continuó desconociendo la legitimidad de la Asamblea Nacional 2020 al actualizar la Licencia General 31B emitida, relacionada con Venezuela y que hace referencia a "ciertas transacciones que involucran a la IV Asamblea Nacional de Venezuela y ciertas otras personas". 
El 22 de marzo la Asamblea Nacional le quitó la inmunidad parlamentaria por mayoría al diputado Hugbel Roa, por flagrancia, posteriormente se explicó que estaba implicado en la trama de corrupción de Pdvsa y a una red de prostitución. las operadoras fueron identificadas como Jhoana Torres y Elizabeth Yépez que están siendo buscadas. 
El 27 de bril la Asamblea Nacional aprueba el "Proyecto de ley de extinción de dominio" en segunda discusión. 
El 17 de mayo aprueba nueva "ley para la Protección de los Activos, Derechos e Intereses de la República y sus Entidades en el Extranjero"

## Distribución de los escaños
La composición inicial de la Asamblea Nacional se dividió en cuatro coaliciones: la mayoritaria conformada por la bancada «oficialista» que apoya al presidente de la República Nicolás Maduro y a la autodenominada Revolución Bolivariana, con 253 curules y otros 3 escaños adicionales de la representación indígena con un total de 256 diputados, obteniendo de esta manera la mayoría calificada del parlamento. Por otro lado la minoritaria, compuesta por la bancada «opositora» integrada por diputados de la Alianza Democrática con 20 escaños, y la «disidencia» perteneciente a la Alternativa Popular Revolucionaria con 1 representante. Pero si se hubiera aplicado el sistema de reparto establecido por TSJ para la repartición de escaños sería el siguiente el GPPSB 192, Alianza Democrática 60, Alternativa Popular Revolucionaria 7 y los partidos minoritarios se repartirían 18 

## Bancadas
- Gran Polo Patriótico

- Alianza Democrática

- Alternativa Popular Revolucionaria

Gobierno (256):
Otros partidos (20):
Disidencia chavista (1):

El siguiente cuadro muestra la composición de la Asamblea Nacional en la actualidad, para el período constitucional legislativo 2021-2026.
| Alianza                            | Partido político                                               | Siglas              | Diputados   | Diputados |
| Alianza                            | Partido político                                               | Siglas              | Principales | Suplentes |
| ---------------------------------- | -------------------------------------------------------------- | ------------------- | ----------- | --------- |
| Gran Polo Patriótico Simón Bolívar | Partido Socialista Unido de Venezuela                          | PSUV                | 222         | 221       |
| Gran Polo Patriótico Simón Bolívar | Patria Para Todos                                              | PPT                 | 8           | 6         |
| Gran Polo Patriótico Simón Bolívar | Tupamaro                                                       | TUPAMARO            | 7           | 5         |
| Gran Polo Patriótico Simón Bolívar | Movimiento Somos Venezuela                                     | MSV                 | 5           | 5         |
| Gran Polo Patriótico Simón Bolívar | Por la Democracia Social                                       | PODEMOS             | 5           | 1         |
| Gran Polo Patriótico Simón Bolívar | Alianza para el Cambio                                         | APC                 | 3           | 1         |
| Gran Polo Patriótico Simón Bolívar | Movimiento Electoral del Pueblo                                | MEP                 | 3           | 1         |
| Gran Polo Patriótico Simón Bolívar | Organización Renovadora Auténtica                              | ORA                 | 1           | 2         |
| Gran Polo Patriótico Simón Bolívar | Unidad Popular Venezolana                                      | UPV                 | 2           | 2         |
| Gran Polo Patriótico Simón Bolívar | Movimiento Cristiano Evangélico por Venezuela                  | MOCEV               | 0           | 1         |
| Gran Polo Patriótico Simón Bolívar | Cátedra Guaicaipuro                                            | Cátedra Guaicaipuro | 3           | 3         |
| Gran Polo Patriótico Simón Bolívar | Total                                                          | Total               | 256         | 248       |
| Alianza Democrática                | Acción Democrática Ad hoc                                      | AD Ad hoc           | 8           | 5         |
| Alianza Democrática                | Esperanza por El Cambio                                        | EL CAMBIO           | 4           | 2         |
| Alianza Democrática                | Comité de Organización Política Electoral Independiente Ad hoc | COPEI Ad hoc        | 3           | 7         |
| Alianza Democrática                | Avanzada Progresista                                           | AP                  | 2           | 1         |
| Alianza Democrática                | Primero Venezuela                                              | PV                  | 2           | 0         |
| Alianza Democrática                | Cambiemos Movimiento Ciudadano                                 | CMC                 | 1           | 3         |
| Alianza Democrática                | Voluntad Popular Ad hoc                                        | VP Ad hoc           | 0           | 1         |
| Alianza Democrática                | Venezuela Unida                                                | VU                  | 0           | 1         |
| Alianza Democrática                | Total                                                          | Total               | 20          | 20        |
| Alternativa Popular Revolucionaria | Partido Comunista de Venezuela                                 | PCV                 | 1           | 1         |
| Alternativa Popular Revolucionaria | Total                                                          | Total               | 1           | 1         |
| Sin representantes                 | Sin representantes                                             | Sin representantes  | 0           | 8         |
| Total                              | Total                                                          | Total               | 277         | 277       |

## Diputados por partido

### Oficialismo
| N.º | Diputado principal              | Entidad Federal                         | Coalición | Partido político | Observaciones | Diputado suplente           | Partido político |
| --- | ------------------------------- | --------------------------------------- | --------- | ---------------- | --- | --------------------------- | ---------------- |
| 1   | Imarú González                  | Amazonas                                | GPPSB     | PSUV             | | Gustavo Vásquez             | PSUV             |
| 2   | Alcides Sanz                    | Amazonas                                | GPPSB     | PSUV             | | Cristian Ruíz               | PSUV             |
| 3   | Nileida Carrasquel              | Amazonas                                | GPPSB     | PSUV             | | María Carrasquel            | PSUV             |
| 4   | Fabio Cortéz                    | Amazonas                                | GPPSB     | PSUV             | | Elsa Deremare               | PSUV             |
| 5   | Antonio Rumbos                  | Amazonas                                | GPPSB     | PSUV             | | Dairy Castillo              | PSUV             |
| 6   | vacante                         | Anzoátegui                              | GPPSB     | PSUV             | El diputado principal, Luis José Marcano, resultó electo Gobernador de Anzoátegui en las elecciones del 21 de noviembre de 2021. El diputado suplente, Peter Sayago, fue detenido por un presunto caso de homicidio. | Peter Sayago                | TUPAMARO         |
| 7   | Lisett Muñoz                    | Anzoátegui                              | GPPSB     | PSUV             | | Andrés López Morales        | PSUV             |
| 8   | vacante                         | Anzoátegui                              | GPPSB     | PSUV             | El diputado principal, Earle Herrera, falleció el 19 de diciembre de 2021. | José Cabellos               | PSUV             |
| 9   | Carmen Márquez                  | Anzoátegui                              | GPPSB     | PSUV             | | Yuri Jiménez                | PSUV             |
| 10  | Franklin Rondón                 | Anzoátegui                              | GPPSB     | PSUV             | | Petra Tovar                 | PSUV             |
| 11  | Alberto Gago                    | Anzoátegui                              | GPPSB     | PSUV             | | Carmen Castillo Gil         | PSUV             |
| 12  | Lisset Sabino                   | Anzoátegui                              | GPPSB     | PPT              | | Jorge Marcano               | PSUV             |
| 13  | Mercedes Sánchez                | Anzoátegui                              | GPPSB     | PSUV             | | Héctor Plata Morales        | PSUV             |
| 14  | Lemark Gómez                    | Anzoátegui                              | GPPSB     | PSUV             | | Odalys Millán               | PSUV             |
| 15  | Fiodar Acosta                   | Anzoátegui                              | GPPSB     | PSUV             | | Maira Arevalo               | PSUV             |
| 16  | Ángel Rodríguez Gamboa          | Anzoátegui                              | GPPSB     | PSUV             | | Elizabeth García Sifontes   | PSUV             |
| 17  | Melitza Orellana                | Apure                                   | GPPSB     | PSUV             | La diputada principal Jeycar Pérez renunció, al ser detenida por estar involucrada en una red de narcotráfico. | Vacante                     |                  |
| 18  | Jesús Suárez Chourio            | Apure                                   | GPPSB     | PSUV             | | Leonor Olivares             | PSUV             |
| 19  | Edgar Acosta Añez               | Apure                                   | GPPSB     | PSUV             | | José Cabrera Cuervo         | PSUV             |
| 20  | Daniela Urbano                  | Apure                                   | GPPSB     | PSUV             | | César Galipolly             | PSUV             |
| 21  | Enma Díaz                       | Apure                                   | GPPSB     | PSUV             | | Pastor Suárez               | PSUV             |
| 22  | Héctor Zambrano                 | Apure                                   | GPPSB     | PSUV             | | Mairut Castillo             | PSUV             |
| 23  | Rosa del Valle León             | Aragua                                  | GPPSB     | PSUV             | | Isabel Torcate              | PSUV             |
| 24  | Hermann Escarrá                 | Aragua                                  | GPPSB     | PSUV             | | Guaiquirima Castro          | PSUV             |
| 25  | Ricardo Molina                  | Aragua                                  | GPPSB     | PSUV             | | Gerson Hernández            | PSUV             |
| 26  | Vladimir Miró Mieres            | Aragua                                  | GPPSB     | PPT              | | Marisol Calderón            | TUPAMARO         |
| 27  | José Gregorio Colmenares        | Aragua                                  | GPPSB     | PSUV             | | Isabel Figueredo            | PSUV             |
| 28  | Anahis Palacios                 | Aragua                                  | GPPSB     | PSUV             | | Antonio Cabanillas          | PSUV             |
| 29  | Roque Valero                    | Aragua                                  | GPPSB     | PSUV             | | Aidelys Oyón                | PSUV             |
| 30  | Roy Daza                        | Aragua                                  | GPPSB     | PSUV             | | Aurora Paredes              | PSUV             |
| 31  | Eglé Sánchez                    | Aragua                                  | GPPSB     | PSUV             | | Jesús "Chuy" Pérez          | PSUV             |
| 32  | Roger Pinto                     | Aragua                                  | GPPSB     | TUPAMARO         | | Katiuska Rojas              | PSUV             |
| 33  | Manuel Hernández                | Aragua                                  | GPPSB     | PSUV             | | María de la Paz             | PSUV             |
| 34  | Franklin Peña                   | Barinas                                 | GPPSB     | PSUV             | | Luis Guzmán                 | PSUV             |
| 35  | Nancy Pérez Sierra              | Barinas                                 | GPPSB     | PSUV             | | Ailín García                | MSV              |
| 36  | Yudis Betancourt                | Barinas                                 | GPPSB     | PSUV             | | José Gregorio Solís         | PSUV             |
| 37  | Hugo Chávez Terán               | Barinas                                 | GPPSB     | PSUV             | | Norelis Silva               | PSUV             |
| 38  | Ignacio Buznego                 | Barinas                                 | GPPSB     | MEP              | | Yeiser Becerra              | PSUV             |
| 39  | Naybeth Berrios                 | Barinas                                 | GPPSB     | PSUV             | | Maikel Sánchez              | PSUV             |
| 40  | Marcos Dugarte                  | Barinas                                 | GPPSB     | PSUV             | | María Flores                | PSUV             |
| 41  | Leonel González                 | Bolívar                                 | GPPSB     | PSUV             | | Leida Estanga               | PSUV             |
| 42  | Rhoy Betancourt                 | Bolívar                                 | GPPSB     | PODEMOS          | El diputado principal José Ramón Rivero fue designado ministro de Trabajo. | Vacante                     |                  |
| 43  | Alexis Rodríguez Cabello        | Bolívar                                 | GPPSB     | PSUV             | | Richard Rosa                | PSUV             |
| 44  | Nancy Ascencio                  | Bolívar                                 | GPPSB     | PSUV             | | Yanny Alonzo                | PSUV             |
| 45  | Gabriel Franco                  | Bolívar                                 | GPPSB     | PSUV             | | Eucarys Toussaintt          | PSUV             |
| 46  | Liris Sol Velásquez             | Bolívar                                 | GPPSB     | PSUV             | | Roinald Quiaragua           | PSUV             |
| 47  | Angélica Barroso                | Bolívar                                 | GPPSB     | PSUV             | El diputado principal, Ángel Marcano, resultó electo Gobernador de Bolívar en las elecciones del 21 de noviembre de 2021.                                                                                            | Vacante                     |                  |
| 48  | Raiza Lanz                      | Bolívar                                 | GPPSB     | TUPAMARO         | | Luis Alberto Blanca         | PPT              |
| 49  | Ronald Bastardo                 | Bolívar                                 | GPPSB     | PSUV             | | Lissett Díaz Álvarez        | MSV              |
| 50  | Bussy Galeano                   | Carabobo                                | GPPSB     | PSUV             | | Osmila Rivero               | PSUV             |
| 51  | Héctor Agüero                   | Carabobo                                | GPPSB     | PSUV             | | Augusto Martínez Vicuña     | PSUV             |
| 52  | Saúl Ortega                     | Carabobo                                | GPPSB     | PSUV             | | José Parada Ramírez         | PSUV             |
| 53  | Edgar Humberto González         | Carabobo                                | GPPSB     | PPT              | | Neider Lara                 | PSUV             |
| 54  | José Vielma Mora                | Carabobo                                | GPPSB     | PSUV             | | Miriam Pérez                | PSUV             |
| 55  | Juan Samuel Cohen               | Carabobo                                | GPPSB     | PSUV             | | Dorangel Peraza             | PSUV             |
| 56  | Rafael Enrique Ramos            | Carabobo                                | GPPSB     | PSUV             | | Mervelis Moreno             | PSUV             |
| 57  | Reinaldo Rodríguez              | Carabobo                                | GPPSB     | PSUV             | | Jessica Bello               | PSUV             |
| 58  | Jesús Santander                 | Carabobo                                | GPPSB     | PODEMOS          | | Clarismar Cocho             | PSUV             |
| 59  | Blanca Rodríguez                | Carabobo                                | GPPSB     | PSUV             | | Enmanuel Reyes Barrios      | ORA              |
| 60  | Yonder Silva                    | Carabobo                                | GPPSB     | PSUV             | | Indira Triviño              | PSUV             |
| 61  | Maritza Guzmán                  | Carabobo                                | GPPSB     | PSUV             | | Miyer Mina                  | PSUV             |
| 62  | Ekalov González                 | Carabobo                                | GPPSB     | PSUV             | | Elizabeth Niño              | PSUV             |
| 63  | Juliana Ruiz                    | Carabobo                                | GPPSB     | TUPAMARO         | | Ricardo Zerpa               | PSUV             |
| 64  | Alexis Ortilez                  | Carabobo                                | GPPSB     | PSUV             | | Belkys Gamboa               | PSUV             |
| 65  | Yeissis Orozco                  | Cojedes                                 | GPPSB     | PODEMOS          | | Janeth Camacaro             | PSUV             |
| 66  | Marcos Antonio Mendoza          | Cojedes                                 | GPPSB     | PSUV             | | María Álvarez               | PSUV             |
| 67  | Nosliw Rodríguez                | Cojedes                                 | GPPSB     | PSUV             | | César Hernández             | PSUV             |
| 68  | Yenis Cepeda                    | Cojedes                                 | GPPSB     | PSUV             | | Oswaldo Andara              | PPT              |
| 69  | John Moreno                     | Cojedes                                 | GPPSB     | PSUV             | | Crismari Parada             | PSUV             |
| 70  | Emmanuel Delgado                | Cojedes                                 | GPPSB     | PSUV             | | José Aular                  | PSUV             |
| 71  | Leonardo Chirinos Uribe         | Delta Amacuro                           | GPPSB     | APC              | | Rosa Francia Guzmán         | PSUV             |
| 72  | Pedro Carreño                   | Delta Amacuro                           | GPPSB     | PSUV             | | Carlos Enrique Gómez        | PSUV             |
| 73  | Yaritza Martínez                | Delta Amacuro                           | GPPSB     | PSUV             | | Tony Larez                  | TUPAMARO         |
| 74  | Pedro Santaella                 | Delta Amacuro                           | GPPSB     | PSUV             | | María González Cabello      | PSUV             |
| 75  | Francisco Martínez Cabrera      | Delta Amacuro                           | GPPSB     | PSUV             | | Elizabeth Arrieta           | PSUV             |
| 76  | Zulaymis Gascón                 | Delta Amacuro                           | GPPSB     | PSUV             | | Enmanuel Brito              | PSUV             |
| 77  | Rodbexa Poleo                   | Falcón                                  | GPPSB     | PSUV             | | Jorge Luis Chirinos         | PSUV             |
| 78  | Kristal Alvarado                | Falcón                                  | GPPSB     | PODEMOS          | | Milagros Sequera            | PSUV             |
| 79  | Alberto Alvarado                | Falcón                                  | GPPSB     | PSUV             | El diputado principal, el Dr. Henry Ventura, falleció el 1 de mayo de 2021, a raíz de complicaciones por el COVID-19.                                                                                                | Vacante                     |                  |
| 80  | Antonio Sivira                  | Falcón                                  | GPPSB     | PSUV             | | Fiorella Leal               | PSUV             |
| 81  | Fernando Bastidas               | Falcón                                  | GPPSB     | PSUV             | | Miriam González             | PSUV             |
| 82  | Andrés Eloy Méndez              | Falcón                                  | GPPSB     | PSUV             | | Marelys Castro              | PSUV             |
| 83  | Genesis Garvett                 | Falcón                                  | GPPSB     | PSUV             | | Charly García Salas         | PSUV             |
| 84  | Ruluc Solórzano                 | Guárico                                 | GPPSB     | PSUV             | | José Leopoldo Matos         | PSUV             |
| 85  | Frang Morales                   | Guárico                                 | GPPSB     | PSUV             | | Tania Altuve                | PSUV             |
| 86  | José Juvenal Muñóz              | Guárico                                 | GPPSB     | PSUV             | | Pablo Alvarado Ramos        | PSUV             |
| 87  | Katherine Helen Guanipa Miranda | Guárico                                 | GPPSB     | PSUV             | | Luisa Tabares               | PSUV             |
| 88  | Luisa Rodríguez                 | Guárico                                 | GPPSB     | PSUV             | El diputado principal Fernando Ríos falleció en un accidente de tránsito, la diputada suplente L. Rodríguez asume como principal.                                                                                    | Vacante                     |                  |
| 89  | Ramón Magallanes                | Guárico                                 | GPPSB     | PSUV             | | Reina Sifontes              | PSUV             |
| 90  | Eduardo Puerta                  | Guárico                                 | GPPSB     | PSUV             | | Yelitza Zamora              | PSUV             |
| 91  | Nicolás Maduro Guerra           | La Guaira                               | GPPSB     | PSUV             | | Carlos Pacheco Isava        | PPT              |
| 92  | Rudy Puerta                     | La Guaira                               | GPPSB     | PSUV             | | Edgar Urbina                | PSUV             |
| 93  | Irlanda Rodríguez               | La Guaira                               | GPPSB     | PSUV             | | Marcos Meléndez             | PSUV             |
| 94  | Oswaldo Vera                    | La Guaira                               | GPPSB     | PSUV             | | Durga Ochoa                 | UPV              |
| 95  | María Gabriela Vega             | La Guaira                               | GPPSB     | PSUV             | | Mario Castillo              | PSUV             |
| 96  | Giuseppe Alessandrello          | La Guaira                               | GPPSB     | PSUV             | | Jazmín Reyes                | PSUV             |
| 97  | Alexis León                     | Lara                                    | GPPSB     | TUPAMARO         | | Yoel Morales                | PSUV             |
| 98  | Willian Gil                     | Lara                                    | GPPSB     | PSUV             | | Carolina Monserrath García  | PSUV             |
| 99  | Blanca Romero                   | Lara                                    | GPPSB     | PSUV             | | Luis Contreras Hernández    | PSUV             |
| 100 | Francisco Ameliach              | Lara                                    | GPPSB     | PSUV             | | Carlos Rodríguez Raban      | PSUV             |
| 101 | Julio Chávez                    | Lara                                    | GPPSB     | PSUV             | | Erika Sarmiento             | PSUV             |
| 102 | Andrés Avelino Álvarez          | Lara                                    | GPPSB     | APC              | | María Casanova Cappola      | PSUV             |
| 103 | Maira Rojas Pérez               | Lara                                    | GPPSB     | PSUV             | | Elvis Méndez                | PSUV             |
| 104 | Derby Guédez                    | Lara                                    | GPPSB     | PSUV             | La diputada suplente María Bogado Méndez, renunció a su cargo. |                             |                  |
| 105 | Ginkellys Gutiérrez             | Lara                                    | GPPSB     | PSUV             | | Wuilian Montaño             | PPT              |
| 106 | Alejandro Natera                | Lara                                    | GPPSB     | PSUV             | | Yhoanna Linarez             | PSUV             |
| 107 | Juan Carlos Sierra              | Lara                                    | GPPSB     | PSUV             | | Kenny Paola García          | PSUV             |
| 108 | Yanis Agüero                    | Lara                                    | GPPSB     | PSUV             | La diputada suplente Patricia Pérez falleció días después de resultar electa. | Vacante                     | PSUV             |
| 109 | Jehyson Guzmán                  | Mérida                                  | GPPSB     | PSUV             | El diputado principal, Jehyson Guzmán, resultó electo gobernador del estado Mérida en las elecciones del 21 de noviembre de 2021.                                                                                    | César Carrero               | PSUV             |
| 110 | Niloha Delgado                  | Mérida                                  | GPPSB     | PSUV             | | Rodolfo Zerpa               | PSUV             |
| 111 | Arnaldo Sánchez                 | Mérida                                  | GPPSB     | PSUV             | | Roberto Naranjo             | PSUV             |
| 112 | Ramón Lobo                      | Mérida                                  | GPPSB     | PSUV             | | Maisuri Bonilla             | PSUV             |
| 113 | Idania Quintero                 | Mérida                                  | GPPSB     | PSUV             | | Yeimi Suárez                | PSUV             |
| 114 | José Uzcátegui                  | Mérida                                  | GPPSB     | PSUV             | | Leticia Rangel              | MEP              |
| 115 | Julio Torres                    | Mérida                                  | GPPSB     | TUPAMARO         | | Estefani Valero             | PSUV             |
| 116 | Gabriela Chacón                 | Miranda                                 | GPPSB     | PSUV             | | Ronald Aramburo             | PSUV             |
| 117 | Thayde Monzón                   | Miranda                                 | GPPSB     | PSUV             | | Emma Cesin                  | MSV              |
| 118 | Winston Vallenilla              | Miranda                                 | GPPSB     | PSUV             | | Julio Toro Rivero           | PSUV             |
| 119 | Rodolfo Crespo                  | Miranda                                 | GPPSB     | PSUV             | | María Luisa Freire          | PSUV             |
| 120 | Gabriela Peña Martínez          | Miranda                                 | GPPSB     | PSUV             | | Luis Álvarez Zapata         | TUPAMARO         |
| 121 | Alberto Aranguibel              | Miranda                                 | GPPSB     | PSUV             | Destituido | Ruth Amatima                | PSUV             |
| 122 | Willian Rodríguez Gamboa        | Miranda                                 | GPPSB     | PPT              | | José Pérez Sojo             | PSUV             |
| 123 | Blanca Eekhout                  | Miranda                                 | GPPSB     | PSUV             | | Ana Sanoja de Torres        | PSUV             |
| 124 | Liliana González                | Miranda                                 | GPPSB     | PSUV             | | Pedro Rodríguez Calderón    | PSUV             |
| 125 | Francisco González Camperos     | Miranda                                 | GPPSB     | PSUV             | | Yeureska La Rosa            | PSUV             |
| 126 | Sony Sánchez                    | Miranda                                 | GPPSB     | PSUV             | | Juan Montilla               | PSUV             |
| 127 | Janitza Rondón                  | Miranda                                 | GPPSB     | UPV              | | Jhorman Vargas              | PSUV             |
| 128 | Darwin Jaramillo                | Miranda                                 | GPPSB     | PSUV             | | Carmen Cisneros             | PSUV             |
| 129 | Oriana Osio                     | Miranda                                 | GPPSB     | PSUV             | | Héctor Mijares              | PSUV             |
| 130 | Leonardo Montezuma              | Miranda                                 | GPPSB     | PSUV             | | Adyaniz Noguera             | PSUV             |
| 131 | Elio Serrano                    | Miranda                                 | GPPSB     | PSUV             | | Maira Alejandra Gutiérrez   | PSUV             |
| 132 | Azucena Jaspe                   | Miranda                                 | GPPSB     | PSUV             | | Yahir Muñoz                 | PSUV             |
| 133 | Rodolfo Eduardo Sanz            | Miranda                                 | GPPSB     | PSUV             | | Isabel Uzcátegui            | PSUV             |
| 134 | Ernesto Luna                    | Monagas                                 | GPPSB     | PSUV             | El diputado principal, Ernesto Luna, resultó electo gobernador de Monagas en las elecciones del 21 de noviembre de 2021. William Golindano asumió como diputado principal.                                           | William Golindano           | PSUV             |
| 135 | Euribes Guevara                 | Monagas                                 | GPPSB     | PSUV             | | Eirimar Malavé              | PSUV             |
| 136 | Marleny Contreras               | Monagas                                 | GPPSB     | PSUV             | | María Gabriela Vallenilla   | PSUV             |
| 137 | Omar Farías                     | Monagas                                 | GPPSB     | PSUV             | | María Villarroel Sanabria   | PSUV             |
| 138 | Gloria Castillo                 | Monagas                                 | GPPSB     | PSUV             | | Ernesto Ruiz                | PSUV             |
| 139 | Irwing Monteverde               | Monagas                                 | GPPSB     | PSUV             | | Diomara Romero              | PSUV             |
| 140 | Ana Fuentes                     | Monagas                                 | GPPSB     | PSUV             | | Carlos Jesús Martínez       | TUPAMARO         |
| 141 | Dante Rivas                     | Nueva Esparta                           | GPPSB     | PSUV             | | Yul Armas                   | PODEMOS          |
| 142 | María Carolina Chávez           | Nueva Esparta                           | GPPSB     | PSUV             | | César Augusto González      | PSUV             |
| 143 | Junior Gómez                    | Nueva Esparta                           | GPPSB     | PSUV             | | Ruddy Rodríguez             | PSUV             |
| 144 | José del Carmen Millán          | Nueva Esparta                           | GPPSB     | PSUV             | | Minerva Custodio            | PSUV             |
| 145 | América Pérez                   | Nueva Esparta                           | GPPSB     | PSUV             | | Carlos Sulbaran             | PSUV             |
| 146 | Juan Francisco Escalona         | Portuguesa                              | GPPSB     | PSUV             | | Herminia Morales            | PSUV             |
| 147 | Marifred Rodríguez              | Portuguesa                              | GPPSB     | PSUV             | | José Gregorio González      | PSUV             |
| 148 | Jocsen Alvarado                 | Portuguesa                              | GPPSB     | PSUV             | | Jhonatan Cedeño             | PSUV             |
| 149 | Francar Martínez                | Portuguesa                              | GPPSB     | MSV              | | Laura Guédez                | PSUV             |
| 150 | Vacante                         | Portuguesa                              |           |                  | El diputado principal Francisco Torrealba fue designado Ministro de Trabajo. | Evelyn Díaz                 | PSUV             |
| 151 | José Pérez Alejo                | Portuguesa                              | GPPSB     | PPT              | | Yasmina Harris              | PSUV             |
| 152 | Arelis Orta                     | Portuguesa                              | GPPSB     | PSUV             | | Hugo Mora                   | PSUV             |
| 153 | Erick Mago                      | Sucre                                   | GPPSB     | PSUV             | | Yaritza Vallenilla          | PSUV             |
| 154 | Carlos Alberto Martínez         | Sucre                                   | GPPSB     | PPT              | | María Elisa Chirinos        | PSUV             |
| 155 | Gilberto Pinto Blanco           | Sucre                                   | GPPSB     | PSUV             | El diputado principal, Gilberto Pinto Blanco, resultó electo Gobernador de Sucre en las elecciones del 21 de noviembre de 2021. Jonan Cedeño asumió como diputado principal.                                         | Jonan Cedeño                | PSUV             |
| 156 | Francilvys Martínez             | Sucre                                   | GPPSB     | PSUV             | | Alexander Falfan            | PSUV             |
| 157 | Felix Barrios                   | Sucre                                   | GPPSB     | PSUV             | | Karenly Sánchez             | PSUV             |
| 158 | Marglevys de la Rosa            | Sucre                                   | GPPSB     | PSUV             | | José Ángel Ramírez          | PSUV             |
| 159 | Antonio Hernández               | Sucre                                   | GPPSB     | PSUV             | | Yelitza Nazareth            | PSUV             |
| 160 | Esteban Fernández Vega          | Táchira                                 | GPPSB     | TUPAMARO         | | William Camacho             | APC              |
| 161 | Grecia Colmenares               | Táchira                                 | GPPSB     | PSUV             | | José Leonardo Rosales       | PSUV             |
| 162 | Haydée Parra                    | Táchira                                 | GPPSB     | PSUV             | El diputado principal, Freddy Bernal, resultó electo gobernador de Táchira en las elecciones del 21 de noviembre de 2021.                                                                                            | Vacante                     | PSUV             |
| 163 | Johana Rosales                  | Táchira                                 | GPPSB     | PSUV             | | José Leonardo Rojas         | PSUV             |
| 164 | Marta Gallo                     | Táchira                                 | GPPSB     | PSUV             | | Carlos Tovar                | PSUV             |
| 165 | Williams Parada                 | Táchira                                 | GPPSB     | PSUV             | | Jessica Moreno              | PSUV             |
| 166 | Julio García Zerpa              | Táchira                                 | GPPSB     | PSUV             | | Keyla Hernández             | PSUV             |
| 167 | Willy Medina                    | Táchira                                 | GPPSB     | PSUV             | | Olga Díaz                   | MSV              |
| 168 | Hugbel Roa                      | Trujillo                                | GPPSB     | PSUV             | Destituido por corrupción | María Materano              | PSUV             |
| 169 | Gerardo Márquez                 | Trujillo                                | GPPSB     | PSUV             | | Irayluz Terán               | PSUV             |
| 170 | Candelario Briceño              | Trujillo                                | GPPSB     | MEP              | | Angélica Morón              | PSUV             |
| 171 | Michel Duque                    | Trujillo                                | GPPSB     | PSUV             | | Maura González              | PSUV             |
| 172 | Yolmar Gudiño                   | Trujillo                                | GPPSB     | PSUV             | Destituido | Ledy Torres                 | PSUV             |
| 173 | Francisco García                | Trujillo                                | GPPSB     | PSUV             | | Luzmar de Valera            | PSUV             |
| 174 | Laidely Griman                  | Trujillo                                | GPPSB     | PSUV             | | Dennys Guédez               | PSUV             |
| 175 | Daimar Rodríguez                | Yaracuy                                 | GPPSB     | PSUV             | El diputado principal electo Humberto Silva falleció por COVID-19 antes de tomar posesión. | Vacante                     |                  |
| 176 | Imarú Bolívar                   | Yaracuy                                 | GPPSB     | PSUV             | | Carlos Luis Puerta          | PSUV             |
| 177 | Carlos Alberto Gamarra          | Yaracuy                                 | GPPSB     | PSUV             | | Gisela de la Coromoto Tovar | PPT              |
| 178 | Rosario Montaño                 | Yaracuy                                 | GPPSB     | PSUV             | | Jesús Rodríguez Estrada     | PSUV             |
| 179 | Braulio Álvarez                 | Yaracuy                                 | GPPSB     | PSUV             | | Yasnedi Guarnieri           | PSUV             |
| 180 | Juan Díaz                       | Yaracuy                                 | GPPSB     | PSUV             | | Ysis Cordero                | PSUV             |
| 181 | Imad Saab Saab                  | Zulia                                   | GPPSB     | PSUV             | | Joel Evelio Cedeño          | PSUV             |
| 182 | Aloha Núñez                     | Zulia                                   | GPPSB     | PSUV             | | Yeritzon Ríos               | PSUV             |
| 183 | César Molina                    | Zulia                                   | GPPSB     | PSUV             | | Grace Urdaneta              | UPV              |
| 184 | Emilio Colina                   | Zulia                                   | GPPSB     | PSUV             | | Ruben Trujillo              | MOCEV            |
| 185 | Taina González-Rubio            | Zulia                                   | GPPSB     | PSUV             | La diputada Taina González-Rubio no asiste a las sesiones pues ha sido detenida por presunto narcotráfico. | Javier Briceño              | PSUV             |
| 186 | Oscar Vázquez Echeverría        | Zulia                                   | GPPSB     | PSUV             | | Alexander Villasmil         | PPT              |
| 187 | Ida Elena León                  | Zulia                                   | GPPSB     | PSUV             | | Carlos Alfonso Zabala       | PSUV             |
| 188 | Lisandro Cabello                | Zulia                                   | GPPSB     | PSUV             | | Rafael Hernández Parra      | PSUV             |
| 189 | Manuel Quevedo                  | Zulia                                   | GPPSB     | PSUV             | | Juan Francisco García       | PSUV             |
| 190 | Benilda Puche                   | Zulia                                   | GPPSB     | PSUV             | | Hebert Chacón               | PSUV             |
| 191 | José Luis Bermúdez              | Zulia                                   | GPPSB     | PSUV             | | Soneida Rivero              | PSUV             |
| 192 | Robert Sandoval                 | Zulia                                   | GPPSB     | PSUV             | | Yolly Montilla              | PSUV             |
| 193 | Elbano Sánchez                  | Zulia                                   | GPPSB     | PSUV             | | Aleida Cardozo              | PSUV             |
| 194 | Rafael Nava                     | Zulia                                   | GPPSB     | PSUV             | | Liceila Urdaneta            | PSUV             |
| 195 | Gerardina Parada                | Zulia                                   | GPPSB     | PSUV             | | John Antúnez                | PSUV             |
| 196 | Jhonny Bracho                   | Zulia                                   | GPPSB     | PSUV             | | Gladys Mengual              | PSUV             |
| 197 | Anuar Younese                   | Zulia                                   | GPPSB     | PSUV             | | Liliana Salas               | PSUV             |
| 198 | Yonder Durán                    | Zulia                                   | GPPSB     | PSUV             | | Zuyín Pérez                 | PSUV             |
| 199 | Damelis Chávez                  | Zulia                                   | GPPSB     | PSUV             | | Jairo González              | PSUV             |
| 200 | Fidel Madroñero                 | Zulia                                   | GPPSB     | PSUV             | | Misleidy Mengual            | PSUV             |
| 201 | Nayary Linares                  | Zulia                                   | GPPSB     | PSUV             | | José Fleire                 | PSUV             |
| 202 | Antonio "Tony" Boza             | Zulia                                   | GPPSB     | PSUV             | | Desirée Fernández           | PSUV             |
| 203 | Maritza Matos                   | Zulia                                   | GPPSB     | PSUV             | El diputado principal Jean Carlos Martínez falleció por complicaciones del COVID-19. La diputada suplente Matos asume como principal.                                                                                | Vacante                     |                  |
| 204 | Juan Romero                     | Zulia                                   | GPPSB     | PSUV             | | Iraima Díaz                 | PSUV             |
| 205 | María Rosa Jiménez              | Distrito Capital                        | GPPSB     | PSUV             | | David Graterol              | PSUV             |
| 206 | Fidel Ernesto Vásquez           | Distrito Capital                        | GPPSB     | PSUV             | | Por Definir                 |                  |
| 207 | Carolina Cestari                | Distrito Capital                        | GPPSB     | PSUV             | | Carlos Abelardo Sierra      | PSUV             |
| 208 | Jorge Rodríguez Gómez           | Distrito Capital                        | GPPSB     | PSUV             | | Griselda Oliveros           | PSUV             |
| 209 | Carmen Centeno Zerpa            | Distrito Capital                        | GPPSB     | PSUV             | | Francisco Quevedo           | PSUV             |
| 210 | Albino José Bracho              | Distrito Capital                        | GPPSB     | PPT              | | Ligia Machado               | PSUV             |
| 211 | Juan Carlos Alemán              | Distrito Capital                        | GPPSB     | PSUV             | | Dorelys Castellano          | PSUV             |
| 212 | Rigel Sergent                   | Distrito Capital                        | GPPSB     | PSUV             | | Nirca Tiamo                 | PSUV             |
| 213 | Antonio Benavides Torres        | Distrito Capital                        | GPPSB     | PSUV             | | Joseph López Rico           | PSUV             |
| 214 | Carlos Mogollón                 | Distrito Capital                        | GPPSB     | PSUV             | | Isbelia Malavé              | PSUV             |
| 215 | Pedro Infante                   | Distrito Capital                        | GPPSB     | PSUV             | | Yuset Brito                 | PSUV             |
| 216 | Alexander Vargas                | Distrito Capital                        | GPPSB     | MSV              | | Yajaira Meléndez            | PSUV             |
| 217 | Carmen Quintero Rojas           | Nacional                                | GPPSB     | PSUV             | El diputado principal Diosdado Cabello fue designado Ministro de Relaciones Interiores, Justicia y Paz. | Vacante                     |                  |
| 218 | Cilia Flores                    | Nacional                                | GPPSB     | PSUV             | | Juan Simón Primera          | PSUV             |
| 219 | Tania Díaz                      | Nacional                                | GPPSB     | PSUV             | | Marelis Pérez Marcano       | PSUV             |
| 220 | Iris Varela                     | Nacional                                | GPPSB     | PSUV             | | Elvis Hidrobo Pérez         | PSUV             |
| 221 | Jesús Faría Tortosa             | Nacional                                | GPPSB     | PSUV             | | Noel Jover Avendaño         | PSUV             |
| 222 | Vanesa Montero                  | Nacional                                | GPPSB     | MSV              | | William Fariñas             | PSUV             |
| 223 | Williams Benavides              | Nacional                                | GPPSB     | TUPAMARO         | | Asdrubal Coromoto Salazar   | PSUV             |
| 224 | Ilenia Medina                   | Nacional                                | GPPSB     | PPT              | | Diogenes Linares            | PSUV             |
| 225 | Gilberto Giménez                | Nacional                                | GPPSB     | MEP              | | Alí Alejandro Primera       | PSUV             |
| 226 | Ricardo Sánchez                 | Nacional                                | GPPSB     | APC              | | Ausberto Díaz               | PSUV             |
| 227 | Didalco Bolívar                 | Nacional                                | GPPSB     | PODEMOS          | | Jesús Marcano Tenía         | PSUV             |
| 228 | Henry Hernández                 | Nacional                                | GPPSB     | UPV              | | Karelys Medrano             | PSUV             |
| 229 | José Francisco Espinoza         | Nacional                                | GPPSB     | PSUV             | El diputado principal Luis Reyes falleció. | Vacante                     |                  |
| 230 | Noelí Pocaterra                 | Nacional                                | GPPSB     | PSUV             | | David Jiménez Pérez         | PSUV             |
| 231 | María León                      | Nacional                                | GPPSB     | PSUV             | El diputado suplente Rito Jiménez Escalona (PODEMOS), falleció víctima del COVID-19. | Vacante                     |                  |
| 232 | Fernando Soto Rojas             | Nacional                                | GPPSB     | PSUV             | | Denis Soto                  | PSUV             |
| 233 | Jesús Martínez                  | Nacional                                | GPPSB     | PSUV             | | Gustavo Villapol            | PSUV             |
| 234 | vacante                         | Nacional                                | GPPSB     | PSUV             | La diputada principal, Gladys Requena, fue designada como Inspectora General de Tribunales el martes 26 de abril de 2022.                                                                                            | Luis Alberto Pérez          | PSUV             |
| 235 | Asia Villegas                   | Nacional                                | GPPSB     | PSUV             | | Herick Goicoechea           | PSUV             |
| 236 | Mario Silva                     | Nacional                                | GPPSB     | PSUV             | | Daniel Charaima             | PSUV             |
| 237 | Hanthony Coello                 | Nacional                                | GPPSB     | PSUV             | | Yanetzy Urbina              | PSUV             |
| 238 | Wills Rangel                    | Nacional                                | GPPSB     | PSUV             | | Cecilia Perozo              | PSUV             |
| 239 | Miguel Pérez Abad               | Nacional                                | GPPSB     | PSUV             | | Maire Castillo Gómez        | PSUV             |
| 240 | Pedro Lander                    | Nacional                                | GPPSB     | PSUV             | | Roraima Gutiérrez           | PSUV             |
| 241 | Desirée Santos Amaral           | Nacional                                | GPPSB     | PSUV             | | Demetria Monasterio         | PSUV             |
| 242 | Roberto Messuti                 | Nacional                                | GPPSB     | MSV              | | Kelvis Maldonado            | PSUV             |
| 243 | Orlando Camacho                 | Nacional                                | GPPSB     | MSV              | | Guillermo Sulbaran          | PSUV             |
| 244 | Nicia Maldonado                 | Nacional                                | GPPSB     | PSUV             | | Moises García               | PSUV             |
| 245 | Cristóbal Jiménez               | Nacional                                | GPPSB     | PSUV             | | Doily Hernández             | PSUV             |
| 246 | Sol Musset                      | Nacional                                | GPPSB     | PSUV             | | Kennedy Morales             | PSUV             |
| 247 | Diva Guzmán                     | Nacional                                | GPPSB     | PSUV             | | Angélica González           | PSUV             |
| 248 | José Villarroel                 | Nacional                                | GPPSB     | PSUV             | | Orlando Pérez               | PSUV             |
| 249 | Petra Aray                      | Nacional                                | GPPSB     | PSUV             | | Rafael Chacón               | PSUV             |
| 250 | Victoria Mata                   | Nacional                                | GPPSB     | PSUV             | | Jesús González Barrios      | PSUV             |
| 251 | Ricardo González Alvarado       | Nacional                                | GPPSB     | PSUV             | | Armando Oliver              | PSUV             |
| 252 | Edgardo Antonio Ramírez         | Nacional                                | GPPSB     | PSUV             | | Lionel Muñóz                | PSUV             |
| 253 | Luz Coromoto Chacón             | Nacional                                | GPPSB     | PSUV             | | Dilber Rodríguez            | PSUV             |
| 254 | Kariela Aray                    | Representante Indígena Región Oriente   | GPPSB     | CÁTEDRA          | | María Yánez Ortíz           | CÁTEDRA          |
| 255 | Yimmys Rodríguez                | Representante Indígena Región Occidente | GPPSB     | CÁTEDRA          | | Dulce Montiel               | CÁTEDRA          |
| 256 | José Nelson Mavio               | Representante Indígena Región Sur       | GPPSB     | CÁTEDRA          | | Neiva Juliana Pérez         | CÁTEDRA          |

### Otros partidos
| N.º | Diputado principal         | Entidad Federal  | Coalición | Partido político | Observaciones | Diputado suplente      | Partido político |
| --- | -------------------------- | ---------------- | --------- | ---------------- | ------------- | ---------------------- | ---------------- |
| 1   | Nixon Maniglia             | Amazonas         | ALIANZA   | AD Ad hoc        |               | Carmen Alicia Calderón | COPEI Ad hoc     |
| 2   | Luis Eduardo Martínez      | Aragua           | ALIANZA   | AD Ad hoc        |               | Melva Paredes          | CMC              |
| 3   | Javier Segovia             | Bolívar          | ALIANZA   | EL CAMBIO        |               | Noel Vargas Pérez      | COPEI Ad hoc     |
| 4   | Javier Bertucci            | Carabobo         | ALIANZA   | EL CAMBIO        |               | Winston González       | AD Ad hoc        |
| 5   | Ángel Ocanto               | Lara             | ALIANZA   | AP               |               | Humberto Berroterán    | COPEI Ad hoc     |
| 6   | Juan Carlos Alvarado       | Miranda          | ALIANZA   | COPEI Ad hoc     |               | Israel Herrera         | AD Ad hoc        |
| 7   | Óscar Ronderos             | Nueva Esparta    | ALIANZA   | AD Ad hoc        |               | Luis Villarroel        | COPEI Ad hoc     |
| 8   | Ezequiel Pérez Roa         | Táchira          | ALIANZA   | AD Ad hoc        |               | Melina Vásquez         | COPEI Ad hoc     |
| 9   | Alexander Cordero Graterol | Zulia            | ALIANZA   | COPEI Ad hoc     |               | Mary Álvarez           | CMC              |
| 10  | Rubén Limas                | Distrito Capital | ALIANZA   | AD Ad hoc        |               | Carlos Melo            | COPEI Ad hoc     |
| 11  | Bernabé Gutiérrez          | Nacional         | ALIANZA   | AD Ad hoc        |               | Orangel Salas Borges   | AD Ad hoc        |
| 12  | Anyelith Tamayo            | Nacional         | ALIANZA   | AD Ad hoc        |               | Pedro Rojas Chirinos   | AD Ad hoc        |
| 13  | José Gregorio Correa       | Nacional         | ALIANZA   | AD Ad hoc        |               | Juan Carlos Palencia   | AD Ad hoc        |
| 14  | Alfonso Campos Jessurun    | Nacional         | ALIANZA   | EL CAMBIO        |               | Jeickson Portillo      | EL CAMBIO        |
| 15  | Yobany Blanco              | Nacional         | ALIANZA   | EL CAMBIO        |               | Yosmer Quintero        | EL CAMBIO        |
| 16  | Luis Augusto Romero        | Nacional         | ALIANZA   | AP               |               | Bruno Gallo            | AP               |
| 17  | Miguel Salazar             | Nacional         | ALIANZA   | COPEI Ad hoc     |               | Franklyn Duarte        | COPEI Ad hoc     |
| 18  | Timoteo Zambrano           | Nacional         | ALIANZA   | CMC              |               | Francisco Matheus      | CMC              |
| 19  | Luis Parra                 | Nacional         | ALIANZA   | PV               |               | Chaim Bucarán          | VU               |
| 20  | José Brito                 | Nacional         | ALIANZA   | PV               |               | José Gregorio Noriega  | VP Ad hoc        |

### Chavismo disidente
| N.º | Diputado principal | Entidad Federal | Coalición | Partido político | Observaciones | Diputado suplente | Partido político |
| --- | ------------------ | --------------- | --------- | ---------------- | ------------- | ----------------- | ---------------- |
| 1   | Óscar Figuera      | Nacional        | APR       | PCV              |               | Luisa González    | PCV              |

## Directiva y secretaría
| Período                 | Presidente      | Presidente | Primer Vicepresidente | Primer Vicepresidente | Segundo Vicepresidente | Segundo Vicepresidente | Secretario                | Secretario | Subsecretario             | Subsecretario |
| ----------------------- | --------------- | ---------- | --------------------- | --------------------- | ---------------------- | ---------------------- | ------------------------- | ---------- | ------------------------- | ------------- |
| 05/01/2021 - 05/01/2022 | Jorge Rodriguez | PSUV       | Iris Varela           | PSUV                  | Didalco Bolívar        | PODEMOS                | Rosalba Gil Pacheco       | PSUV       | Inti Inojosa              | PSUV          |
| 05/01/2022 - 05/01/2023 | Jorge Rodriguez | PSUV       | Iris Varela           | PSUV                  | Vanesa Montero         | MSV                    | Rosalba Gil Pacheco       | PSUV       | Inti Inojosa              | PSUV          |
| 05/01/2023 - 05/01/2024 | Jorge Rodriguez | PSUV       | Pedro Infante         | PSUV                  | América Pérez          | PSUV                   | Rosalba Gil Pacheco       | PSUV       | María Alejandra Hernández | PSUV          |
| 05/01/2024 - 05/01/2025 | Jorge Rodriguez | PSUV       | Pedro Infante         | PSUV                  | América Pérez          | PSUV                   | María Alejandra Hernández | PSUV       | José Omar Molina          | PSUV          |
| 05/01/2025 - actualidad | Jorge Rodriguez | PSUV       | Pedro Infante         | PSUV                  | América Pérez          | PSUV                   | María Alejandra Hernández | PSUV       | José Omar Molina          | PSUV          |

## Jefaturas de bancadas
| Período                 | Gran Polo Patriótico Simón Bolívar | Gran Polo Patriótico Simón Bolívar | Alianza Democrática  | Alianza Democrática | Alianza Democrática |
| ----------------------- | ---------------------------------- | ---------------------------------- | -------------------- | ------------------- | ------------------- |
| 05/01/2021 - 05/01/2022 | Tania Díaz                         | PSUV                               | Jose Gregorio Correa | AD                  |                     |

## Foros internacionales
| Período               | Unión Interparlamentaria Mundial | Parlamento Latinoamericano (PARLATINO) | Parlamento del Mercosur (PARLASUR) |
| --------------------- | --- | --- | --- |
| 11/02/2021-31/12/2025 | Iris Varela (Jefa de delegación, GPP), Desirée Santos Amaral (GPP), José Gregorio Correa (ALIANZA), Pedro Carreño (GPP), Hermann Escarrá (GPP), Ilenia Medina (GPP), Timoteo Zambrano (ALIANZA), Javier Bertucci (ALIANZA). | Iris Varela (Presidenta Grupo Venezuela, GPP), Tania Díaz (GPP), Saúl Ortega (GPP), Pedro Carreño (GPP), Ángel Rodríguez (GPP), Gilberto Jiménez (GPP), Asia Villegas (GPP), Julio Chávez (GPP), Roy Daza (GPP), Juan Carlos Alvarado (ALIANZA), Sandro Santoro (ALIANZA), Luis Augusto Romero (ALIANZA). | Iris Varela (Vicepresidenta por Venezuela, GPP), Saúl Ortega (GPP), Pedro Infante (GPP), Nancy Pérez (GPP), Jesús Faría Tortosa (GPP), Gladys Requena (GPP), Nicia Maldonado (GPP), Didalco Bolívar (GPP), Blanca Eekhout (GPP), Ricardo Sánchez (GPP), Imad Saab Saab (GPP), Gerardo Márquez (GPP), Marleny Contreras (GPP), Luis Alfonzo Reyes (GPP), Victoria Mata (GPP), Ignacio Buznego (GPP), Jehyson Guzmán (GPP), José Gregorio Correa (ALIANZA), Óscar Ronderos (ALIANZA), Alejandro Aguilera (ALIANZA), Yobany Blanco (ALIANZA), Alexander Cordero (ALIANZA), José Gregorio Noriega (ALIANZA). |